# Ángel Manuel Vivar Dorado
Ángel Manuel Vivar Dorado es un exfutbolista español nacido en Madrid y originario de Griñón. Jugaba de centrocampista, su último equipo fue el Albacete Balompié y el primero fue Club Deportivo Leganés. Entre sus logros cabe destacar el ascenso y el título de 2.ª B en la temporada 1992-93 con el C. D. Leganés, otro ascenso esta vez a primera con el Getafe C. F. en la temporada 2003-04 y la disputa en la temporada 2006-07 de la final de Copa del Rey. Y como entrenador empezó en 2019 entrenado a la Selección de AFE, siguiendo en 2021 en el Juvenil B del A. D. Alcorcón, y 2022 empezó a entrenar al Juvenil "B" y al "C" del C. D. Leganés para la temporada 2023-24. Actualmente, dirige a la RSD Alcalá de Segunda Federación en España.

## Carrera como entrenador

### R. Sociedad Deportiva Alcalá

#### Temporada 2024-2025
En el verano de 2024, Ángel dio el salto del juvenil de C. D. Leganés, para fichar como entrenador por la R. S. D. Alcalá, en ese momento militaba en Tercera Federación con el que consiguió el objetivo del ascenso directo a Segunda Federación. Y renovó para otra temporada más.

#### Temporada 2025-2026
En su segunda temporada en el Alcalá, historia por hacer...

## Estadísticas

### Clubes
Datos actualizados a fin de carrera deportiva.
| Club                         | Div.          | Temporada     | Liga  | Liga  | Liga   | Copas | Copas | Copas        | Internacional | Internacional | Internacional | Total | Total | Total  |
| Club                         | Div.          | Temporada     | Part. | Goles | Asist. | Part. | Goles | Asist.       | Part.         | Goles         | Asist.        | Part. | Goles | Asist. |
| ---------------------------- | ------------- | ------------- | ----- | ----- | ------ | ----- | ----- | ------------ | ------------- | ------------- | ------------- | ----- | ----- | ------ |
| C. D. Leganés · España       | 2.ª B         |               |       |       |        |       |       |              |               |               |               |       |       |        |
| C. D. Leganés · España       | 2.ª B         | 1991-92       | 1     | –     | –      | –     | —     | —            | Inaccesibles  | Inaccesibles  | Inaccesibles  | 1     | 0     | 0      |
| C. D. Leganés · España       | 2.ª B         | 1992-93       | 24    | 4     | –      | 2     | –     | –            | Inaccesibles  | Inaccesibles  | Inaccesibles  | 26    | 4     | 0      |
| C. D. Leganés · España       | 2.ª           |               |       |       |        |       |       |              |               |               |               |       |       |        |
| C. D. Leganés · España       | 1993-94       | 30            | 10    | –     | –      | –     | –     | Inaccesibles | Inaccesibles  | Inaccesibles  | 30            | 10    | 0     |        |
| C. D. Leganés · España       | Total club    | Total club    | 55    | 14    | 0      | 2     | 0     | 0            | 0             | 0             | 0             | 57    | 14    | 0      |
| C. D. Tenerife · España      | 1.ª           |               |       |       |        |       |       |              |               |               |               |       |       |        |
| C. D. Tenerife · España      | 1.ª           | 1994-95       | 4     | –     | –      | –     | –     | –            | –             | –             | –             | 4     | 0     | 0      |
| C. D. Tenerife · España      | 1.ª           | 1995-96       | 29    | 1     | –      | 8     | –     | –            | –             | –             | –             | 37    | 1     | 0      |
| C. D. Tenerife · España      | 1.ª           | 1996-97       | 33    | 4     | –      | 1     | –     | –            | 6             | 2             | –             | 40    | 6     | 0      |
| C. D. Tenerife · España      | 1.ª           | 1997-98       | 18    | 1     | –      | 2     | –     | –            | –             | –             | –             | 20    | 1     | 0      |
| C. D. Tenerife · España      | Total club    | Total club    | 84    | 6     | 0      | 11    | 0     | 0            | 6             | 2             | 0             | 101   | 8     | 0      |
| Racing de Santander · España | 1.ª           | 1998-99       | 27    | –     | –      | 8     | 1     | –            | –             | –             | –             | 35    | 1     | 0      |
| Racing de Santander · España | 1.ª           | 1999-00       | 32    | 6     | 1      | 1     | –     | –            | –             | –             | –             | 33    | 6     | 1      |
| Racing de Santander · España | 1.ª           | 2000-01       | 10    | –     | –      | 2     | –     | –            | –             | –             | –             | 12    | 0     | 0      |
| Racing de Santander · España | 2.ª           | 2001-02       | 17    | 1     | –      | –     | –     | –            | Inaccesibles  | Inaccesibles  | Inaccesibles  | 17    | 1     | 0      |
| Racing de Santander · España | Total club    | Total club    | 86    | 7     | 1      | 11    | 1     | 0            | 0             | 0             | 0             | 97    | 8     | 1      |
| Rayo Vallecano · España      | 1.ª           | 2001-02       | 15    | –     | –      | –     | –     | –            | –             | –             | –             | 15    | 0     | 0      |
| Getafe C. F. · España        | 2.ª           |               |       |       |        |       |       |              |               |               |               |       |       |        |
| Getafe C. F. · España        | 2.ª           | 2002-03       | 39    | 9     | –      | 2     | –     | –            | Inaccesibles  | Inaccesibles  | Inaccesibles  | 41    | 9     | 0      |
| Getafe C. F. · España        | 2.ª           | 2003-04       | 36    | 3     | –      | –     | –     | –            | Inaccesibles  | Inaccesibles  | Inaccesibles  | 36    | 3     | 0      |
| Getafe C. F. · España        | 1.ª           |               |       |       |        |       |       |              |               |               |               |       |       |        |
| Getafe C. F. · España        | 2004-05       | 36            | 3     | –     | –      | –     | –     | –            | –             | –             | 36            | 3     | 0     |        |
| Getafe C. F. · España        | 2005-06       | 25            | 2     | –     | 2      | –     | –     | –            | –             | –             | 27            | 2     | 0     |        |
| Getafe C. F. · España        | 2006-07       | 14            | 1     | 1     | 4      | 1     | –     | –            | –             | –             | 18            | 2     | 1     |        |
| Getafe C. F. · España        | Total club    | Total club    | 150   | 18    | 1      | 8     | 1     | 0            | 0             | 0             | 0             | 158   | 19    | 1      |
| Real Valladolid · España     | 1.ª           |               |       |       |        |       |       |              |               |               |               |       |       |        |
| Real Valladolid · España     | 1.ª           | 2007-08       | 30    | 2     | 1      | 2     | –     | –            | –             | –             | –             | 32    | 2     | 1      |
| Real Valladolid · España     | 1.ª           | 2008-09       | 23    | 3     | 2      | 2     | –     | –            | –             | –             | –             | 25    | 3     | 2      |
| Real Valladolid · España     | Total club    | Total club    | 53    | 5     | 3      | 4     | 0     | 0            | 0             | 0             | 0             | 57    | 5     | 3      |
| Albacete Balompié · España   | 2.ª           | 2009-10       | –     | –     | –      | –     | –     | –            | Inaccesibles  | Inaccesibles  | Inaccesibles  | 0     | 0     | 0      |
| Total carrera                | Total carrera | Total carrera | 443   | 50    | 5      | 36    | 2     | 0            | 6             | 2             | 0             | 485   | 54    | 5      |
| 1.                           |               |               |       |       |        |       |       |              |               |               |               |       |       |        |

### Entrenador
| R.S.D. Alcalá · España | 3.ª Federación      |                     |    |    |   |   |     |              |              |              |              |   |   |   |   |    |    |   |   |        |    |    |     |
| R.S.D. Alcalá · España | 3.ª Federación      | 2024-25             | 34 | 23 | 6 | 5 | 1.º | Inaccesibles | Inaccesibles | Inaccesibles | Inaccesibles | – | – | – | – | 34 | 23 | 6 | 5 | 73.53% | 68 | 32 | +36 |
| R.S.D. Alcalá · España | 2.ª Federación      | 2025-26             | –  | –  | – | – |     | –            | –            | –            | –            | – | – | – | – | –  | –  | – | – | %      | –  | –  | –   |
| R.S.D. Alcalá · España | Total               | Total               | 34 | 23 | 6 | 5 | -   | –            | –            | –            | –            | – | – | – | – | 34 | 23 | 6 | 5 | 73.53% | 68 | 32 | +36 |
| Total en su carrera    | Total en su carrera | Total en su carrera | 34 | 23 | 6 | 5 | -   |              |              |              |              |   |   |   |   | 34 | 23 | 6 | 5 | 73.53% | 68 | 32 | +36 |
| 1. 2.                  |                     |                     |    |    |   |   |     |              |              |              |              |   |   |   |   |    |    |   |   |        |    |    |     |

#### Resumen por competiciones
| Competición        | Partidos | Ganados | Empatados | Perdidos | %      | Resultado   |
| ------------------ | -------- | ------- | --------- | -------- | ------ | ----------- |
| Tercera Federación | 34       | 23      | 6         | 5        | 73.53% | Campeón     |
| TOTAL              | 34       | 23      | 6         | 5        | 73.53% | 1.er Título |

## Palmarés y distinciones

### Como jugador

#### Títulos nacionales
| Título                       | Club          | Año  |
| ---------------------------- | ------------- | ---- |
| Campeonato de 2.ª División B | C. D. Leganés | 1993 |

### Como entrenador

#### Títulos nacionales
| Título                         | Club            | Año  |
| ------------------------------ | --------------- | ---- |
| Tercera Federación (Grupo VII) | R. S. D. Alcalá | 2025 |